# Otjinene
Otjinene is sinds 2011 een dorp (Engels: village) dat ook de bestuurszetel is van het gelijknamige kiesdistrict in de regio Omaheke (Hereroland) in het oosten van Namibië. Het dorp telt 2100 inwoners. De voormalige Ovaherero-leider Alfons Kaihepaovazandu Maharero is afkomstig uit Okonja nabij Otjinene.
Otjinene ligt 200 km ten noorden van Gobabis en 170 km ten oosten van Okakarara.
Het gelijknamige kiesdistrict (Engels: constituency) is 12.283 km² groot en telt 7400 inwoners. Grote delen van het district zijn akkerland.